# Liste der französischen Militärstandorte in Deutschland

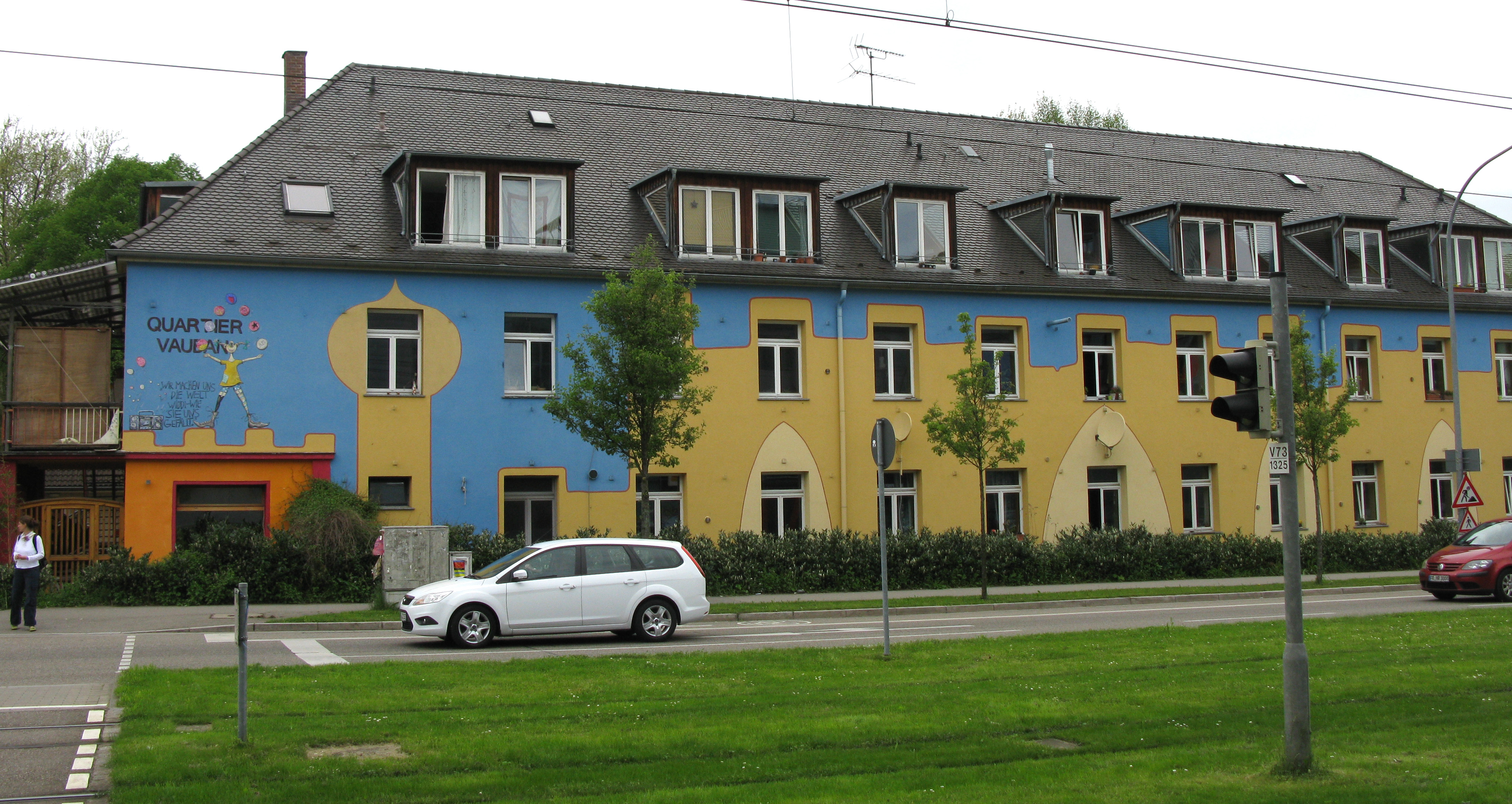
Aus Quartier Vauban wird der neue Freiburger Stadtteil Vauban

Die Liste der französischen Militärstandorte in Deutschland listet alle militärischen Einrichtungen französischer Verbände in Deutschland auf, sowohl geschlossene als auch noch bestehende. Um die Originalität zu erhalten, folgen die Ortsnamen – so weit es vertretbar erschien – den bei den französischen Streitkräften üblichen Bezeichnungen (d. h. spätere Gemeindereformen werden nicht berücksichtigt).
Die französische Militärpräsenz ging auf die Besatzungszeit direkt nach 1945 zurück und veränderte ihre Struktur auch während des Kalten Krieges nur wenig. Die Garnisonen befanden sich in den von der französischen Besatzungsmacht geschaffenen Ländern Baden, Württemberg-Hohenzollern, Rheinland-Pfalz und Saarland sowie in Lindau, das obwohl in Bayern gelegen dennoch zur Französischen Zone gehörte. Lediglich Karlsruhe und Pforzheim im amerikanisch kontrollierten Württemberg-Baden machten hier eine Ausnahme. In den 1950er Jahren waren einige Verbände auch in Hessen stationiert.
Das erste Hauptquartier des Oberbefehlshabers der Armée Rhin et Danube, General Jean de Lattre de Tassigny, wurde in Lindau bezogen. Hier empfing er mit orientalischem Pomp im Sommer 1945 den Sultan von Marokko und den Bey von Tunis, um die vorwiegend nordafrikanischen Soldaten seiner Armee auszuzeichnen. Noch im selben Jahr wurde das Hauptquartier der Besatzungstruppen nach Baden-Baden verlegt und General Pierre Kœnig, ein Gaullist der ersten Stunde, versah im Hotel Stephanie die Aufgaben des Oberbefehlshabers der französischen Streitkräfte in Deutschland und des Militärgouverneurs der Französischen Zone. Baden-Baden blieb bis 1999 Hauptquartier als Standort der 1re Armée und des IIe Corps d’Armée. In Baden-Baden bestand auch bis zur deutschen Wiedervereinigung eine Sowjetische Militärmission (SMM), akkreditiert beim Oberbefehlshaber der Forces Françaises en Allemagne (FFA).
Die Verbände unterstanden dem Oberkommando:
- FFA = Forces françaises en Allemagne (Französische Streitkräfte in Deutschland),[1] Baden-Baden

Von 1961 bis 1966 waren französische Verbände mit den nuklearfähigen amerikanischen Waffensystemen Honest John (Armée de terre) und Nike (Armée de l'air) ausgerüstet und auf deutschem Boden stationiert. Nach dem Prinzip der zwei Schlüssel für die Verwahrung nuklearer Gefechtsköpfe waren auch US-Custodial Teams an den Standorten disloziert. Mit dem Rückzug Frankreichs aus der NATO-Integration 1966 wurden die französischen Luftstreitkräfte aus Deutschland abgezogen, Lahr ging an die kanadischen Streitkräfte, Bremgarten an die Luftwaffe der Bundeswehr. Die französischen Landstreitkräfte unterstanden keinem NATO-Stab mehr, sondern sollten im Kriegsfall als CENTAG-Reserve eingesetzt werden. Frankreich übernahm daher auch nicht den vorgesehenen Gefechtsstreifen am Eisernen Vorhang und stellte keine Verbände in der integrierten Luftverteidigung. Die bereits auf den Truppenübungsplätzen Heuberg (Garnison Stetten am kalten Markt) und Münsingen sowie in Friedrichshafen dislozierten Flugabwehrraketen Nike wurden abgezogen, der in Oberbayern für Frankreich vorgesehene Platz im Hawk-Gürtel wurde von der Luftwaffe übernommen.

## Baden-Württemberg
| Standort                    | Liegenschaft                               | Vornutzer                                       | Truppenteile                                                                                 | Jahr der Auflösung | Nachnutzung                                     | Bemerkungen                                                                                     |
| --------------------------- | ------------------------------------------ | ----------------------------------------------- | -------------------------------------------------------------------------------------------- | ------------------ | ----------------------------------------------- | ----------------------------------------------------------------------------------------------- |
| Achern                      | Quartier Colonel Roux                      |                                                 | FFA                                                                                          | 1952               |                                                 |                                                                                                 |
| Achern                      | Quartier Turenne                           |                                                 | FFA                                                                                          | 1999               |                                                 |                                                                                                 |
| Achern                      | Base Saint-Exupéry                         | Luftwaffen-Kaserne                              | FFA                                                                                          | 1994               | Stadtverwaltung Achern                          | call sign BOX CAR                                                                               |
| Achern                      | Quartier Valat                             | Bundeswehr bis 1994                             | Éléments Air français en Allemagne et Détachement Air d'adaptation auprès de la 1re Armée    | 1999               | abgerissen und zum Gewerbepark umgebaut         |                                                                                                 |
| Achern                      | Base Aérienne 178                          |                                                 | FFA                                                                                          | 1994               |                                                 | 1952 von der französischen Bauverwaltung erbaut.                                                |
| Aufhofen                    | FlaRak-Stellung                            |                                                 | BEN 521 (Nike, 1961–1966)                                                                    | 1966               | NATO-Pershing-Stellung                          | Quelle BA-MA BW 1/ 120 629 für Nike, BA-MA BW 1/ 83 173 für Pershing                            |
| Baden-Baden                 | Quartier Maréchal de Lattre de Tassigny    | Infanterie- oder Markgrafen-Kaserne (Wehrmacht) | QG 2e Corps d'Armée (FFA)                                                                    | 1999               |                                                 |                                                                                                 |
| Baden-Baden                 | Quartier Estienne                          |                                                 | FFA                                                                                          | 1999               |                                                 |                                                                                                 |
| Baden-Baden                 | BABO (Bâtiment Administratif de Baden-Oos) |                                                 | QG Zone de Stationnement (FFA)                                                               | 1999               |                                                 |                                                                                                 |
| Baden-Baden                 | Terrain d'aviation de Baden-Oos            |                                                 | FFA                                                                                          | 1999               |                                                 |                                                                                                 |
| Baden-Baden                 | Cité Bretagne                              |                                                 | FFA                                                                                          | 1999               | Stadtteil Cité                                  | Cercle Militaire La Tour d’Auvergne, Maison des Cadres Bellone                                  |
| Baden-Baden                 | Cité Normandie                             |                                                 | FFA                                                                                          | 1999               | Stadtteil Cité                                  | Lycée et Collège Charles de Gaulle, Eglise Notre-Dame-de-la-Paix                                |
| Baden-Baden                 | Cité Paradis                               |                                                 | FFA                                                                                          | 1999               | Baden-Oos                                       | Sowjetische Militärmission                                                                      |
| Baden-Baden                 | Cité Paris                                 |                                                 | FFA                                                                                          | 1999               | Stadtteil Cité                                  | Hôtel Paris, Cercle Militaire                                                                   |
| Baden-Baden                 | Cité Thiérache                             |                                                 | FFA                                                                                          | 1992               | Stadtteil Cité                                  | Cercle Militaire Sergent Blandin                                                                |
| Beffendorf                  | FlaRak-Stellung                            |                                                 | BEN 520 (Nike, 1961–1966)                                                                    | 1966               |                                                 | Quelle BA-MA BW 1/ 120 630                                                                      |
| Böblingen                   | Wildermuth-Kaserne                         |                                                 | Deutsch-französische Brigade 1989–1991                                                       | 1991               |                                                 | 1991 Verlegung nach Müllheim                                                                    |
| Böttingen                   | FlaRak-Stellung                            |                                                 | BEN 520 (Nike, 1961–1966)                                                                    | 1966               |                                                 | Nukleare Verwahrung durch US Custodial Team für alle Stellungen von BEN 520.                    |
| Breisach am Rhein           | Quartier Vauban                            | Fuß-Artillerie-Kaserne (Wehrmacht)              | CEC (Centre d'Entrainement Commando) / 131e RI (FFA)                                         | 1999               |                                                 |                                                                                                 |
| Bremgarten                  | Base Aérienne 136                          |                                                 | ab März 1954: 4e Demi-brigade de chasse, ab Juli 1961: 11e Escadre de chasse, Armee de l'air | 1968               | Flugplatz Bremgarten, AG 51 „Immelmann“         | 1952–54 von der französischen Bauverwaltung erbaut. Nukleare Verwahrung durch US Custodial Team |
| Bühl                        | Quartier Négrier                           | Nachrichten-Kaserne (Wehrmacht)                 | FFA                                                                                          | 1999               |                                                 |                                                                                                 |
| Bühl                        | Hôpital militaire „Francis Picaud“         | Sanitäts-Kaserne (Wehrmacht)                    | FFA                                                                                          | 1999               |                                                 |                                                                                                 |
| Donaueschingen              | Quartier Lyautey                           | Hindenburg-Kaserne (Wehrmacht)                  | 110e RI (FFA)                                                                                | 2014               |                                                 |                                                                                                 |
| Donaueschingen              | Quartier Foch                              | Barbara-Kaserne (Wehrmacht)                     | FFA                                                                                          | 2014               |                                                 |                                                                                                 |
| Donaueschingen              | Quartier Turgis de Colbert                 | Fürstenberg-Kaserne (Wehrmacht)                 | FFA                                                                                          | 2014               |                                                 |                                                                                                 |
| Freiburg im Breisgau        | Quartier Vauban                            | Albert-Leo-Schlageter-Kaserne (Wehrmacht)       | FFA                                                                                          | 1992               | Stadtteil Vauban                                |                                                                                                 |
| Freiburg im Breisgau        | Fahnenberg-Platz („Panzerkreuzer“)         |                                                 | QG 1er Corps d'Armée 1945–1954, QG 2e Corps d'Armée 1954–1960, QG 3e DB                      | 1992               | Rektorat der Universität Freiburg               | Korpskommando bis 1952 im Quartier Vauban                                                       |
| Freiburg im Breisgau        | Quartier St-Christophe                     |                                                 | FFA                                                                                          | 1992               |                                                 |                                                                                                 |
| Freiburg im Breisgau        | Quartier St-Gabriel                        |                                                 | FFA                                                                                          | 1992               | Recyclinghof der Stadt Freiburg                 |                                                                                                 |
| Freiburg im Breisgau        | Quartier Jean Bart                         | Teil der Schlageter-Kaserne (Wehrmacht)         | 2e Légion de Gendarmerie                                                                     | 1992               | Stadtteil Vauban                                |                                                                                                 |
| Freiburg im Breisgau        | Quartier Vaquette de Gribeauval            |                                                 | FFA                                                                                          | 1992               |                                                 |                                                                                                 |
| Freiburg im Breisgau        | Base Chaudessolle                          | Flieger-Kaserne (Wehrmacht)                     | Heeresflieger (FFA)                                                                          | 1992               | Technische Fakultät der Universität Freiburg    |                                                                                                 |
| Freiburg im Breisgau        | Base Aérienne 253                          | Flieger-Kaserne (Wehrmacht)                     | FFA                                                                                          | 1992               | Flugplatz Freiburg                              |                                                                                                 |
| Freiburg im Breisgau        | Hôpital militaire „Alain Limouzin“         |                                                 | FFA                                                                                          | 1992               |                                                 |                                                                                                 |
| Freiburg im Breisgau        | Pavillon Sevez                             |                                                 | QG Zone de Stationnement Sud (ZSS) (FFA)                                                     | 1992               | Außenstelle des Regierungspräsidiums Freiburg   |                                                                                                 |
| Freudenstadt                | Quartier Murgtal                           |                                                 | FFA                                                                                          | 1977               |                                                 | Neue Kaserne nach 1945 erbaut                                                                   |
| Friedrichshafen             | Base Aérienne 136                          | Luftschiffbau-Zeppelin-Gelände                  | Heeresflieger (FFA)                                                                          | 1992               |                                                 | call sign CHOWLINE                                                                              |
| Friedrichshafen             | Quartier Durand de Villers                 |                                                 | FFA                                                                                          | 1992               |                                                 |                                                                                                 |
| Friedrichshafen             | Quartier Barbier                           | Flak-Kaserne (Wehrmacht)                        | FFA                                                                                          | 1992               |                                                 |                                                                                                 |
| Friedrichshafen             | FlaRak-Stellung                            |                                                 | BEN 521 (Nike, 1961–1966)                                                                    | 1966               |                                                 | Quelle BA-MA BW 1/ 121 111 – 118                                                                |
| Horb am Neckar              | Quartier Moncey                            | MG-Kaserne (Wehrmacht)                          | Sanitäter (FFA)                                                                              | 1977               |                                                 |                                                                                                 |
| Immendingen                 | Caserne Oberfeldwebel-Schreiber            |                                                 | FFA seit 1996                                                                                | 2013               | Testgelände von Daimler-Benz                    | Mitnutzung der Bundeswehr-Liegenschaft                                                          |
| Inneringen                  | FlaRak-Stellung                            |                                                 | BEN 521 (Nike, 1961–1966)                                                                    | 1966               | US-Mittelstreckenraketen-Stellung               | Nukleare Verwahrung durch US Custodial Team für alle Stellungen von BEN 521.                    |
| Karlsruhe                   | Quartier Général Pagezy                    | Grenadier-Kaserne (Wehrmacht)                   | FFA                                                                                          | 1991               |                                                 | FFA-Garnison in der US-Zone 1951–1955                                                           |
| Kehl                        | Quartier Bertin                            |                                                 | Pioniere (FFA)                                                                               | 1991               |                                                 |                                                                                                 |
| Kehl                        | Quartier Berthezène                        |                                                 | FFA                                                                                          | 1991               |                                                 |                                                                                                 |
| Kehl                        | Quartier Chanteau                          |                                                 | FFA                                                                                          | 1991               |                                                 |                                                                                                 |
| Kehl                        | Quartier Voisin                            | Pionier-Kaserne (Wehrmacht)                     | Pioniere (FFA)                                                                               | 1991               |                                                 |                                                                                                 |
| Kehl                        | Rheinhafen Kehl                            |                                                 | Forces Maritimes du Rhin                                                                     | 1958               |                                                 | Rheinflottille                                                                                  |
| Konstanz                    | Quartier Bonaparte                         | Chérisy-Kaserne (Wehrmacht)                     | QG Division (FFA)                                                                            | 1979               |                                                 |                                                                                                 |
| Konstanz                    | Quartier Driant                            | Kloster-Kaserne (Wehrmacht)                     | FFA                                                                                          | 1978               |                                                 |                                                                                                 |
| Konstanz                    | Quartier Maujean                           |                                                 | FFA                                                                                          | 1978               |                                                 |                                                                                                 |
| Konstanz                    | Quartier Vauban                            | Jäger-Kaserne (Wehrmacht)                       | FFA                                                                                          | 1979               |                                                 |                                                                                                 |
| Lahr                        | Base Aérienne 139                          |                                                 | 1er CATAC, Aufklärer, Jagdflieger                                                            | 1967               | CFE/FCE                                         | 1952 von der französischen Bauverwaltung erbaut.                                                |
| Lahr                        | Quartier Ménard.                           | Serre-Kaserne (Wehrmacht)                       | FFA                                                                                          | 1967               | CFE/FCE                                         | 1967 Übertragung von Frankreich an Kanada                                                       |
| Langenargen                 | Quartier Niel                              |                                                 | Infanterie (FFA)                                                                             | 1986/1992          |                                                 |                                                                                                 |
| Langenargen                 | Quartier Verdun                            |                                                 | Luftlandetruppen (FFA)                                                                       | 1986/1992          |                                                 |                                                                                                 |
| Linx                        | Quartier Monraisse                         |                                                 | FFA                                                                                          | 1991               |                                                 |                                                                                                 |
| Mengen                      | FlaRak-Stellung                            |                                                 | BEN 521 (Nike, 1961–1966)                                                                    | 1966               |                                                 |                                                                                                 |
| Müllheim im Markgräflerland | Quartier Turenne                           | Teschner-Kaserne (Wehrmacht)                    | Deutsch-Französische Brigade seit 1991                                                       | bestehend          | Quartier Robert Schuman/ Robert-Schuman-Kaserne | 1991 Verlegung aus Böblingen                                                                    |
| Münsingen                   | Vieux Camp de Munsingen                    | Altes Lager (Wehrmacht)                         | FFA                                                                                          | 1992               | Bundeswehr                                      | Truppenübungsplatz                                                                              |
| Münsingen                   | FlaRak-Stellung                            |                                                 | BEN 521 (Nike, 1961–1966)                                                                    | 1966               |                                                 | Quelle BA-MA BW 1/ 120 658                                                                      |
| Oberkirch                   | Quartier Le Trouadec                       |                                                 | Direction du Matériel 2e Corps d’Armée (FFA)                                                 | 1992               |                                                 |                                                                                                 |
| Offenburg                   | Quartier Montalègre                        | Ihlenfeld-Kaserne (Wehrmacht)                   | Commandement Artillerie 2e Corps d’Armée (FFA)                                               | 1992               |                                                 |                                                                                                 |
| Offenburg                   | Quartier Dinard                            |                                                 | FFA                                                                                          | 1992               |                                                 |                                                                                                 |
| Offenburg                   | Quartier Joffre                            |                                                 | Infanterie (Tirailleurs Marocains) (FFA)                                                     | 1992               |                                                 |                                                                                                 |
| Offenburg                   | Quartier Wagram                            | Lager Holderstock (RAD)                         | FFA                                                                                          | 1992               |                                                 |                                                                                                 |
| Offenburg                   | Quartier Mansard                           |                                                 | FFA                                                                                          | 1992               |                                                 |                                                                                                 |
| Offenburg                   | Quartier La Horie                          | Prinz-Eugen-Kaserne (Wehrmacht)                 | FFA                                                                                          | 1992               |                                                 |                                                                                                 |
| Offenburg                   | Quartier Pennanec'h                        |                                                 | FFA                                                                                          | 1992               |                                                 |                                                                                                 |
| Pforzheim                   | Quartier Burnol                            | Black Hawk Barracks (USAREUR)                   | Infanterie (Spahis Algériens) (FFA)                                                          | 1999               |                                                 | Deutscher Name: Buckenberg-Kaserne. FFA-Garnison in der US-Zone 1951–1955                       |
| Pforzheim                   | Quartier Joffre                            |                                                 | Panzer (FFA)                                                                                 | 1999               |                                                 | FFA-Garnison in der US-Zone 1951–1955                                                           |
| Radolfzell                  | Quartier Vauban                            | SS-Kaserne                                      | Infanterie (Tirailleurs Marocains) (FFA)                                                     | 1977               |                                                 |                                                                                                 |
| Radolfzell                  | Quartier Vauban                            |                                                 | 302e GA mit Honest John (1961–1966)                                                          | 1966               |                                                 | Nukleare Verwahrung durch US Custodial Team                                                     |
| Rastatt                     | Quartier Canrobert                         | Infanterie-Kaserne (Wehrmacht)                  | Instandsetzung (FFA)                                                                         | 1996               |                                                 |                                                                                                 |
| Rastatt                     | Quartier Carnot                            | Panzerabwehr-Kaserne (Wehrmacht)                | Direction du Génie du 2e Corps d’Armée (FFA)                                                 | 1999               |                                                 |                                                                                                 |
| Rastatt                     | Quartier Joffre                            | Artillerie-Kaserne                              | Versorgungstruppe (FFA)                                                                      | 1999               |                                                 |                                                                                                 |
| Rastatt                     | Quartier Merzeau                           | Münchfeld-Kaserne (Wehrmacht)                   | Fernmelder (FFA)                                                                             | 1999               |                                                 |                                                                                                 |
| Rastatt                     | Fort Famo                                  | Türkenlouis-Kaserne (Wehrmacht)                 | FFA                                                                                          | 1999               |                                                 |                                                                                                 |
| Rastatt                     | Quartier Père                              |                                                 | Versorgungstruppe (FFA)                                                                      | 1999               |                                                 |                                                                                                 |
| Rastatt                     | Dépôt Puységur                             |                                                 | FFA                                                                                          | 1999               |                                                 |                                                                                                 |
| Ravensburg                  | Quartier Marguerite                        | Polizei-Kaserne                                 | Panzer (FFA)                                                                                 | 1977               |                                                 |                                                                                                 |
| Renchen                     | Quartier Cartier                           |                                                 | FFA                                                                                          | 1997               |                                                 |                                                                                                 |
| Renchen                     | Quartier Turenne                           | Kaserne Erlacher Straße                         | FFA                                                                                          | 1997               |                                                 |                                                                                                 |
| Reutlingen                  | Quartier Aumale/Vernejoul                  | Ypern-Kaserne (Wehrmacht)                       | 2e Régiment de Cuirassiers (FFA, Panzer)                                                     | 1992               |                                                 |                                                                                                 |
| Reutlingen                  | Quartier La Manouba                        | Hindenburg-Kaserne (Wehrmacht)                  | 24e Régiment d'Artillerie (FFA)                                                              | 1992               |                                                 |                                                                                                 |
| Stetten am kalten Markt     | Camp de Stetten                            |                                                 | FFA                                                                                          | 1999               |                                                 | Truppenübungsplatz Heuberg                                                                      |
| Stetten am kalten Markt     | Quartier De Reboul                         |                                                 | Panzer (FFA)                                                                                 | 1999               |                                                 |                                                                                                 |
| Stetten am kalten Markt     | FlaRak-Stellung                            |                                                 | BEN 520 (Nike, 1961–1966)                                                                    | 1966               |                                                 | Quelle BA-MA BW 1/ 120 658                                                                      |
| Stuttgart                   | Olgastraße                                 |                                                 | Bureau de Liaison (FFA)                                                                      | 1993               |                                                 | Verbindungsbüro zur Landesregierung von Baden-Württemberg                                       |
| Teningen                    | Quartier Pradère                           | Aluminiumfabrik                                 | FFA                                                                                          | 1977               |                                                 |                                                                                                 |
| Tübingen                    | Quartier Desazars de Montgailhard          | Hindenburg-Kaserne (Wehrmacht)                  | FFA                                                                                          | 1992               |                                                 |                                                                                                 |
| Tübingen                    | Quartier Lyautey                           | Loretto-Kaserne (Wehrmacht)                     | Panzer (FFA)                                                                                 | 1992               |                                                 |                                                                                                 |
| Tübingen                    | Quartier Général de Maud'huy               | Teile der Hindenburg-Kaserne (Wehrmacht)        | Jäger (FFA)                                                                                  | 1992               |                                                 |                                                                                                 |
| Tübingen                    | Quartier Zimmer                            | Thiepval-Kaserne                                | Versorgungstruppe (FFA)                                                                      | 1992               |                                                 |                                                                                                 |
| Villingen                   | Quartier Lyautey                           | Richthofen-Kaserne (Wehrmacht)                  | Infanterie (Tirailleurs Marocains) (FFA)                                                     | 1999               |                                                 |                                                                                                 |
| Villingen                   | Quartier Mangin                            |                                                 | Artillerie (FFA)                                                                             | 1999               |                                                 |                                                                                                 |
| Villingen                   | Quartier Welvert                           | Boelcke-Kaserne (Luftwaffe)                     | Instandsetzung (FFA)                                                                         | 1999               |                                                 |                                                                                                 |
| Villingen                   | Quartier Lyautey                           |                                                 | 50e RA mit Honest John (1961–1966)                                                           | 1966               |                                                 | Nukleare Verwahrung durch US Custodial Team                                                     |
| Weingarten                  | Quartier Gallifet                          |                                                 | Panzer (FFA)                                                                                 | 1978               | Welfen-Kaserne (Bundeswehr)                     |                                                                                                 |

## Bayern
| Standort        | Liegenschaft              | Vornutzer                    | Truppenteile                                | Jahr der Auflösung | Nachnutzung                        | Bemerkungen |
| --------------- | ------------------------- | ---------------------------- | ------------------------------------------- | ------------------ | ---------------------------------- | --- |
| Dachau          | Eastman Barracks          | USAREUR                      | 402e RA (FFA)                               | 1966               |                                    | USAREUR-Liegenschaft 1965–1966 für die Einnahme des HAWK-Sektors (BOC 41, BOC 42) in Oberbayern genutzt. 402e RA zuvor von Laon nach Kehl verlegt. |
| Kötzting        | Hohenbogen-Kaserne        |                              | FmEloAufkl (Escadron Electronique Sol, FFA) | 1991               | Jugend-, Sport- und Tagungszentrum | Truppenunterkunft in Furth im Wald, Liegenschaft des FmSkt F von französischen Streitkräften teilweise genutzt.                                    |
| Lindau          | Quartier Peronne          | Luitpold-Kaserne (Wehrmacht) | FFA                                         | 1968               |                                    | QG 1re Armée Rhin et Danube (1945). Residenz des Kommandierenden Generals in der Villa Wacker in Bad Schachen.                                     |
| Murnau          | Kimbro Barracks           | USAREUR                      | Truppenteil 402e RA (FFA)                   | 1966               |                                    | USAREUR-Liegenschaft 1965–1966 für die Einnahme des HAWK-Sektors (BOC 41, BOC 42) in Oberbayern genutzt.                                           |
| Oberschleißheim | Schleißheim Army Airfield | USAREUR                      | Truppenteil 402e RA (FFA)                   | 1966               |                                    | USAREUR-Liegenschaft 1965–1966 für die Einnahme des HAWK-Sektors (BOC 41, BOC 42) in Oberbayern genutzt.                                           |
| Röhrnbach       | Camp Whalen               | USAREUR                      | FFA                                         | 1966               |                                    | USAREUR-Liegenschaft 1962–1966 von französischen Streitkräften genutzt.                                                                            |

## Berlin
| Standort    | Liegenschaft                | Vornutzer                          | Truppenteile                                       | Jahr der Auflösung | Nachnutzung                       | Bemerkungen                                                  |
| ----------- | --------------------------- | ---------------------------------- | -------------------------------------------------- | ------------------ | --------------------------------- | ------------------------------------------------------------ |
| West-Berlin | Quartier Napoléon           | Hermann-Göring-Kaserne (Luftwaffe) | QG Berlin Brigade (FFA)                            | 1994               | Julius-Leber-Kaserne (Bundeswehr) |                                                              |
| West-Berlin | Kammergericht am Kleistpark | Berliner Kammergericht             | Conseil de Contrôle Allié (Alliierter Kontrollrat) | 1948/1991          |                                   |                                                              |
| West-Berlin | Quartier Napoléon           | Hermann-Göring-Kaserne (Luftwaffe) | GFCC (Groupe Français au Conseil de Contrôle)      | 1994               | Julius-Leber-Kaserne (Bundeswehr) | Groupement des Forces du Conseil de Contrôle                 |
| West-Berlin | Cité Foch                   |                                    | FFA                                                | 1994               |                                   |                                                              |
| West-Berlin | Cité Joffre                 |                                    | FFA                                                | 1994               |                                   |                                                              |
| West-Berlin | Cité Guynemer               |                                    | FFA                                                | 1994               |                                   |                                                              |
| West-Berlin | Cité Pasteur                |                                    | FFA                                                | 1994               |                                   |                                                              |
| West-Berlin | Base Aérienne 165 Tegel     |                                    | FFA                                                | 1994               | Regierungsstaffel (Luftwaffe)     | Flugplatz Tegel während der Berlinblockade 1948–1949 erbaut. |

## Brandenburg
| Standort | Liegenschaft                        | Vornutzer | Truppenteile                                  | Jahr der Auflösung | Nachnutzung                           | Bemerkungen                          |
| -------- | ----------------------------------- | --------- | --------------------------------------------- | ------------------ | ------------------------------------- | ------------------------------------ |
| Potsdam  | Wildpark West, ab 1958 Seestraße 41 |           | MMFL (Mission Militaire Française de Liaison) | 1992               | Residenz des Botschafters von Ecuador | Militärmission akkreditiert bei GSTD |

## Hessen
| Standort | Liegenschaft             | Vornutzer                 | Truppenteile            | Jahr der Auflösung | Nachnutzung                          | Bemerkungen                                                                                     |
| -------- | ------------------------ | ------------------------- | ----------------------- | ------------------ | ------------------------------------ | ----------------------------------------------------------------------------------------------- |
| Fritzlar | Quartier Général Lasalle | Fritzlar Air Base (USAFE) | 5e régiment de hussards | 1955               | Georg-Friedrich-Kaserne (Bundeswehr) | Fliegerhorst Fritzlar war FFA-Garnison in der US-Zone 1951–1955                                 |
| Fritzlar | Quartier Vauban          | USAFE                     | FFA                     | 1955               |                                      | FFA-Garnison in der US-Zone 1951–1955                                                           |
| Gießen   | Camp Smith               | USAREUR                   | FFA                     | 1955               | USAREUR                              | Ehemaliges Kriegsgefangenenlager FFA-Garnison in der US-Zone 1951–1955                          |
| Marburg  | Minick Barracks          | USAREUR                   | FFA                     | 1955               | Tannenberg-Kaserne (Bundeswehr)      | Tannenberg-Kaserne war FFA-Garnison in der US-Zone 1951–1955                                    |
| Marburg  | Miller Barracks          | USAREUR                   | FFA                     | 1955               |                                      | Jäger-Kaserne war FFA-Garnison in der US-Zone 1951–1955. Marburg war Garnison von 1951 bis 1956 |
| Wetzlar  | Gaffey Barracks          | USAREUR                   | FFA                     | 1955               | Spilburg-Kaserne (Bundeswehr)        | Spilburg-Kaserne war FFA-Garnison in der US-Zone 1951–1955                                      |

## Niedersachsen
| Standort       | Liegenschaft         | Vornutzer | Truppenteile                     | Jahr der Auflösung | Nachnutzung | Bemerkungen         |
| -------------- | -------------------- | --------- | -------------------------------- | ------------------ | ----------- | ------------------- |
| Bahrdorf       | Fernmeldeeinrichtung |           | FmEloAufkl (FFA)                 | 1993               |             |                     |
| Goslar         | Fliegerhorst Goslar  |           | Fernmeldeeinheit (FFA) seit 1967 | 1993               |             |                     |
| Schalke (Harz) | Fernmeldeeinrichtung |           | FmEloAufkl (FFA) seit 1967       | 1993               |             | Turm 2002 gesprengt |

## Rheinland-Pfalz
| Standort                   | Liegenschaft                         | Vornutzer                                        | Truppenteile                               | Jahr der Auflösung | Nachnutzung                                                               | Bemerkungen                                                                                             |
| -------------------------- | ------------------------------------ | ------------------------------------------------ | ------------------------------------------ | ------------------ | ------------------------------------------------------------------------- | --- |
| Bad Kreuznach              | Quartier Maréchal Foch               | Hindenburg-Kaserne (Wehrmacht)                   | FFA                                        | 1951               | Rose Barracks (USAREUR)                                                   | |
| Bergzabern                 | Quartier Faidherbe                   | Mackensen-Kaserne (Wehrmacht)                    | Pioniere (FFA)                             | 1960               | Mackensen-Kaserne (Bundeswehr)                                            | |
| Bitburg                    | Casernement ex-Luxembourgeois        | Luxemburgische Streitkräfte 1945–1955            | FFA seit 1955                              | 1987               | Quartier „Alte Kaserne“ (Architekt Friedrich Ohnewein)                    | Deutscher Name: Kaserne Mötscher Straße                                                                 |
| Diez                       | Quartier de Gaulle                   | Stadt-Kaserne (Wehrmacht)                        | FFA                                        | 1956               | Bundeswehr                                                                | |
| Germersheim                | Quartier de Gaulle                   | Stengel-Kaserne (Wehrmacht)                      | FFA                                        | 1956               | Stengel-Kaserne (Bundeswehr)                                              | |
| Idar-Oberstein             | Quartier Strasbourg                  | Strassburg Kaserne (Wehrmacht)                   | FFA                                        | 1951               | Strassburg Kaserne (USAREUR)                                              | Die Stadt Straßburg war Namensgeber in den Armeen dreier Nationen, wenn auch mit verschiedenen Motiven. |
| Idar-Oberstein             | Quartier Clappier                    | Hohl-Kaserne (Wehrmacht)                         | FFA                                        | 1955               | Hohl-Kaserne (Bundeswehr)                                                 | |
| Idar-Oberstein             | Quartier Jeanne d'Arc                | Klotzberg-Kaserne (Wehrmacht)                    | FFA                                        | 1955               | Klotzberg-Kaserne (Bundeswehr)                                            | |
| Kaiserslautern             | Quartier Hoche                       | Holtzendorff-Kaserne (Wehrmacht)                 | Panzeraufklärer (FFA)                      | 1992               | PRE-Park                                                                  | |
| Kaiserslautern             | Quartier Roux                        | Panzer-Abwehr-Kaserne (Wehrmacht)                | Panzer (FFA)                               | 1951               | Panzer Kaserne (USAREUR)                                                  | |
| Kaiserslautern             | Quartier Verdun                      | Daenner-Kaserne (Wehrmacht)                      | FFA                                        | 1951               | Daenner Kaserne (USAREUR)                                                 | |
| Koblenz                    | Quartier Basset                      |                                                  | FFA                                        | 1956               | Pionier-Kaserne (Bundeswehr)                                              | Koblenz-Metternich, 1950–1953 für die französischen Pioniere erbaut.                                    |
| Koblenz                    | Quartier Berthezène                  | Augusta-Kaserne (Wehrmacht)                      | FFA                                        | 1956               | Augusta-Kaserne (Bundeswehr)                                              | Koblenz-Pfaffendorf                                                                                     |
| Koblenz                    | Quartier Dejean                      | Flak-Kaserne (Wehrmacht)                         | FFA                                        | 1956               | Fritsch-Kaserne (Bundeswehr)                                              | Koblenz-Niederberg                                                                                      |
| Koblenz                    | Quartier Eblé (Marinestation Lützel) | Rhein-Kaserne (Wehrmacht)                        | FFA                                        | 1956               | Rhein-Kaserne (Bundeswehr)                                                | Koblenz-Lützel                                                                                          |
| Koblenz                    | Quartier Ferrié                      | Boelcke-Kaserne (Wehrmacht)                      | FFA                                        | 1956               | Boelcke-Kaserne (Bundeswehr), Bundeswehrfachschule                        | Koblenz-Niederberg                                                                                      |
| Koblenz                    | Quartier Général Hoche               | Train-Kaserne (Wehrmacht)                        | FFA                                        | 1956               | Rhein-Kaserne (Bundeswehr)                                                | Koblenz-Lützel                                                                                          |
| Koblenz                    | Quartier Jeanne d'Arc                | Gneisenau-Kaserne (Wehrmacht)                    | QG 2e Corps d'Armée 1945–1954 (FFA)        | 1956               | Gneisenau-Kaserne (Bundeswehr)                                            | Koblenz-Horchheim                                                                                       |
| Koblenz                    | Quartier Marceau                     | Falckenstein-Kaserne (Wehrmacht)                 | FFA                                        | 1956               | Falckenstein-Kaserne (Bundeswehr)                                         | Koblenz-Lützel                                                                                          |
| Koblenz                    | Hôpital André-Curtillat              |                                                  | FFA                                        | 1957               | Bundeswehrzentralkrankenhaus Koblenz (Bundeswehr)                         | Koblenz-Metternich                                                                                      |
| Lachen-Speyerdorf          | Quartier Dorance                     | Fliegerhorst                                     | FFA                                        | 1992               |                                                                           | |
| Lachen-Speyerdorf          | Quartier Colonel Edon                | Fliegerhorst                                     | Jäger (FFA)                                | 1992               |                                                                           | |
| Lahnstein                  | Quartier Billotte                    | Deines-Bruchmüller-Kaserne (Wehrmacht)           | FFA                                        | 1956               | Deines-Bruchmüller-Kaserne (Bundeswehr)                                   | |
| Landau                     | Quartier Jeanne d’Arc                | Panzerjäger-Kaserne (Wehrmacht)                  | QG 5e DB (FFA)                             | 1992               |                                                                           | |
| Landau                     | Quartier Mangin                      |                                                  | QG Zone de Stationnement Centre (ZSC(FFA)) | 1994               |                                                                           | |
| Landau                     | Quartier Foch                        |                                                  | FFA                                        | 1999               |                                                                           | |
| Landau                     | Quartier Chopin                      |                                                  | FFA                                        | 1999               |                                                                           | |
| Landau                     | Quartier Kléber                      |                                                  | FFA                                        | 1999               |                                                                           | |
| Landau                     | Quartier Vialleton                   |                                                  | FFA                                        | 1999               |                                                                           | |
| Landau                     | Terrain Militaire d'Ebenberg         |                                                  | FFA                                        | 1994               |                                                                           | |
| Landstuhl                  | Quartier Marceau                     | Kirchberg-Kaserne oder Hitler-Schule (Wehrmacht) | FFA                                        | 1951               | Wilson Barracks (USAREUR)                                                 | |
| Mainz                      | Quartier Mangin                      | Kathen-Kaserne (Wehrmacht)                       | FFA                                        | 1949               | Lee Barracks (USAREUR)                                                    | |
| Neustadt an der Weinstraße | Turenne-KaserneQuartier Turenne      |                                                  | Infanterie (Spahis) (FFA)                  | 1992               | Quartier Hornbach und Gedenkstätte für NS-Opfer in Neustadt               | |
| Niedermendig               | Terrain d'aviation                   | Flugplatz-Kaserne                                | FFA                                        | 1956               | Gunther-Plüschow-Kaserne (Bundeswehr)                                     | Heeresflieger                                                                                           |
| Pirmasens                  | Quartier d'Isly                      | Husterhöh-Kaserne (Wehrmacht)                    | FFA                                        | 1951               | Husterhöh-Kaserne (USAREUR)                                               | |
| Saarburg                   | Quartier de Lattre de Tassigny       |                                                  | Panzer (FFA)                               | 2008               |                                                                           | |
| Saarburg                   | Quartier Moscou                      |                                                  | Jäger (FFA)                                | 1992               |                                                                           | |
| Speyer                     | Quartier Lyautey                     |                                                  | Pioniere (FFA)                             | 1997               |                                                                           | |
| Speyer                     | Quartier Martin                      |                                                  | FFA                                        | 1986               |                                                                           | |
| Speyer                     | Quartier Normand                     |                                                  | FFA                                        | 1997               |                                                                           | |
| Speyer                     | Quartier Ribeaupray                  |                                                  | FFA                                        | 1997               |                                                                           | |
| Trier                      | Quartier Belvédère                   | Kemmelkaserne (Wehrmacht)                        | Artillerie (FFA)                           | 1999               | Landesgartenschau 2004                                                    | |
| Trier                      | Quartier Bertard                     |                                                  | FFA                                        | 1999               |                                                                           | Trier-Euren                                                                                             |
| Trier                      | Quartier Casablanca                  | Neue Hornkaserne (Wehrmacht)                     | Versorgungstruppe (FFA)                    | 1999               | Außenstelle des Bundesamtes für die Anerkennung ausländischer Flüchtlinge | |
| Trier                      | Quartier Castelforte                 | Neue Goeben-Kaserne (Wehrmacht)                  | Versorgungstruppe (FFA)                    | 1992               | Industrie- und Handelskammer                                              | |
| Trier                      | Quartier Castelforte                 | Neue Goeben-Kaserne (Wehrmacht)                  | 68e RA mit Honest John (1961–1966)         | 1966               |                                                                           | Nukleare Verwahrung durch US Custodial Team                                                             |
| Trier                      | Quartier Castelnau                   | Kaserne Feyen (Wehrmacht)                        | Artillerie (FFA)                           | 1999               | Wohngebiet                                                                | |
| Trier                      | Quartier Feuvrier                    | Kaserne Nells Ländchen (Wehrmacht)               | Gendarmerie militaire                      | 1999               |                                                                           | |
| Trier                      | Quartier Finat-Duclos                | Jäger-Kaserne (Wehrmacht)                        | QG 1re DB (FFA)                            | 1999               | Bundeswehr bis 2014                                                       | QG Zone de Stationnement Nord (ZSN)                                                                     |
| Trier                      | Hôpital militaire „André Genet“      | Petrisberg-Kaserne (Wehrmacht)                   | FFA                                        | 1999               | Landesgartenschau 2004                                                    | |
| Trier                      | Terrain d'aviation Euren             |                                                  | Heeresflieger (FFA)                        | 1976               |                                                                           | Verlegung des Flugplatzes nach Föhren                                                                   |
| Trier                      | Terrain d'aviation Föhren            |                                                  | Heeresflieger (FFA)                        | 1999               |                                                                           | Verlegung des Flugplatzes aus Euren                                                                     |
| Wackernheim                | Quartier d'aviation                  |                                                  | FFA                                        | 1951               | McCully Barracks (USAREUR)                                                | |
| Wasserliesch               | Militärlager Granahöhe               |                                                  | FFA                                        | 1993               |                                                                           | |
| Wittlich                   | Quartier Foch                        |                                                  | Panzer (FFA)                               | 1996               |                                                                           | |
| Wittlich                   | Quartier Mellinet                    |                                                  | 8e groupe de chasseurs (FFA)               | 1999               |                                                                           | |
| Worms                      | Quartier Foch                        | Kemmel-Kaserne (Wehrmacht)                       | FFA                                        | 1951               | Taukkunnen Barracks (USAREUR)                                             | |
| Zweibrücken                | Caserne Turenne                      | Kreuzberg-Kaserne (Wehrmacht)                    | FFA                                        | 1951               | Kreuzberg-Kaserne (USAREUR)                                               | |

## Saarland
| Standort   | Liegenschaft          | Vornutzer                       | Truppenteile                        | Jahr der Auflösung | Nachnutzung                      | Bemerkungen                                 |
| ---------- | --------------------- | ------------------------------- | ----------------------------------- | ------------------ | -------------------------------- | ------------------------------------------- |
| Saarlouis  | Quartier Maréchal Ney | Graf-Werder-Kaserne (Wehrmacht) | FFA                                 | 1968/1970          | Graf-Werder-Kaserne (Bundeswehr) |                                             |
| Saarlouis  | Quartier Maréchal Ney |                                 | 303e GA mit Honest John (1961–1966) | 1966               |                                  | Nukleare Verwahrung durch US Custodial Team |
| St. Wendel | Quartier Welvert      | Tritschler-Kaserne (Wehrmacht)  | Panzer (FFA)                        | 1999               |                                  |                                             |

## Abkürzungen
| Abkürzung  | Text                                    |
| ---------- | --------------------------------------- |
| AG         | Aufklärungsgeschwader                   |
| BA-MA      | Bundesarchiv-Militärarchiv              |
| BEN        | Brigade d'Engins Nucléaires             |
| CATAC      | Commandement Aérien Tactique            |
| CFE        | Canadian Forces Europe                  |
| CMBG       | Canadian Mechanized Brigade Group       |
| DB         | Division Blindée                        |
| FCE        | Forces Canadiennes en Europe            |
| FFA        | Forces Françaises en Allemagne          |
| FmEloAufkl | Fernmelde- und elektronische Aufklärung |
| FmSkt      | Fernmeldesektor                         |
| GA         | Groupe d'Artillerie                     |
| GE         | German                                  |
| NATO       | North Atlantic Treaty Organisation      |
| QG         | Quartier-Général                        |
| RA         | Régiment d'Artillerie                   |
| RAD        | Reichsarbeitsdienst                     |
| RCAF       | Royal Canadian Air Force                |
| RI         | Régiment d'Infanterie                   |
| USAFE      | United States Air Force in Europe       |
| USAREUR    | United States Army in Europe            |